# Dakota City (Nebraska)
Dakota City település az Amerikai Egyesült Államok Nebraska államában, Dakota megyében, melynek megyeszékhelye is. Lakosainak száma 2081 fő (2020. április 1.).

## Népesség
A település népességének változása:

| 2010 | 1 919 |
| 2020 | 2 081 |